# Inhibiteur de topoisomérase

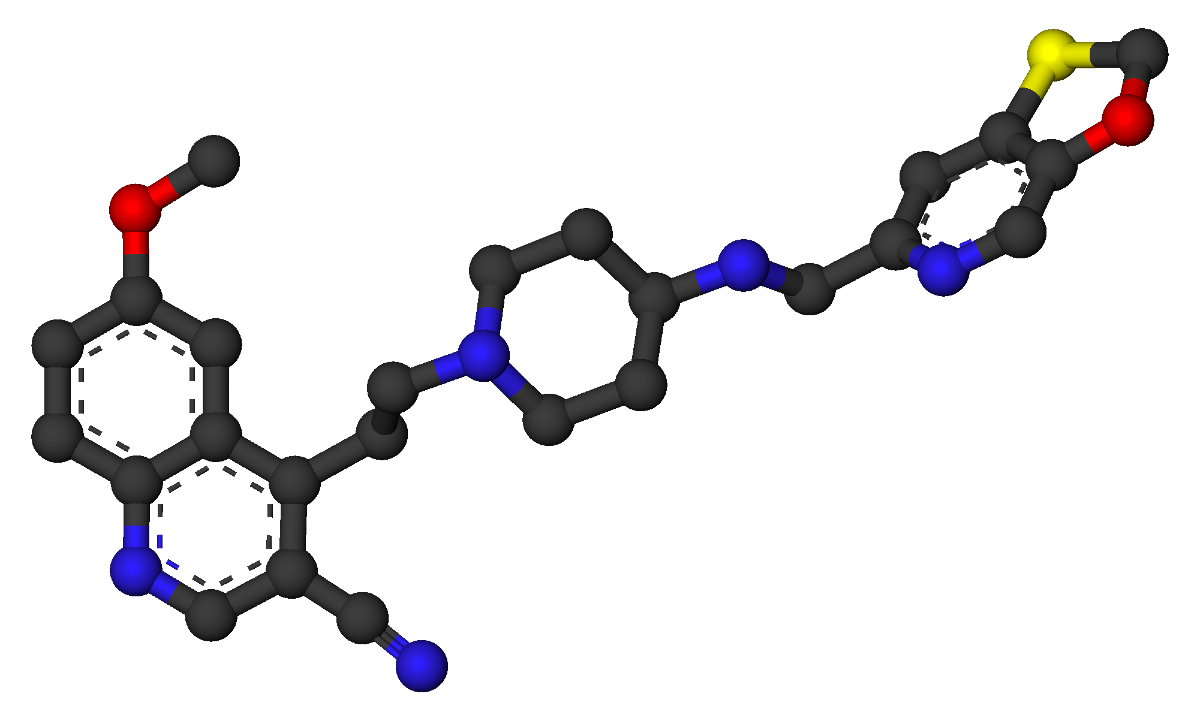
Modèle boule et bâton de GSK 299423. Créé avec Accelrys DS Visualizer Pro 1.7 et GIMP.

Les inhibiteurs de topoisomérase sont des agents conçus pour inhiber l'action des topoisomérases (topoisomérase I et II), enzymes qui contrôlent la structure topologique de l'ADN en générant les coupures transitoires dans celui-ci et en catalysant le passage des segments d’ADN à travers ces coupures avant de les refermer.